# Quispamsis
Quispamsis – miasto w Kanadzie, w prowincji Nowy Brunszwik.